# Buiatria
Buiatria: substantivo feminino de origem grega (buyus = bovino e iatrikos = medicina, ou iatreia = tratamento médico). Na Grécia essa terminologia se referia a pessoas que criavam e eram responsáveis pela saúde dos bovinos, importante força de trabalho na época. Atualmente o termo é aplicado a especialidade da Medicina Veterinária que se ocupa de todos os aspectos, sanitários e produtivos, relativos aos ruminantes.
Buiatra é o médico veterinário especialista em bovinos e, por extensão, em ruminantes, que devem cuidar de suas enfermidades e de todos os aspectos ligados direta o indiretamente a produção, industrialização e comercialização de seus produtos.

## Associações de Buiatria
A Associação Mundial de Buiatria (WAB, do inglês World Association for Buiatrics) é uma associação internacional independente e uma entidade legal fundada no 2º Congresso Internacional de Doenças de Gado em Viena (Áustria), em 17 de maio de 1962, a reunião preliminar foi realizada em Hannover (Alemanha), de 6 a 10 de outubro de 1960. 
A WAB tem como objetivos organizar reuniões sobre doenças e produção de ruminantes (buiatria), a fim de relatar os resultados de pesquisas e outras experiências práticas em buiatria. Discutir esses tópicos em um fórum internacional e, assim, promover todos os aspectos da buiatria, tanto na ciência quanto na prática. Promover a pesquisa internacional em animais ruminantes e manter os médicos veterinários e todos os especialistas agrícolas interessados informados sobre os resultados alcançados em todo o mundo.
A WAB tem associação nacionais afiliadas em dezenas de países. As associações nacionais realizam eventos de Buiatria com escopo nacional enquanto que a WAB organiza a cada dois anos o Congresso Mundial de Buiatria. 

### Lista de associações nacionais de Buiatria
Europa: Áustria, Bélgica, Croácia, República Tcheca, Dinamarca, Finlândia, França, Alemanha, Grécia, Hungria, Irlanda, Itália, Kosovo, Lituânia, Macedônia, Moldávia, Noruega, Polônia, Portugal, Romênia, Sérvia, República Eslovaca, Eslovênia, Espanha, Suécia, Suíça, Países Baixos, Turquia, Ucrânia, Reino Unido.
América: Argentina, Brasil, Canadá, Chile, Colômbia, Equador, México, Peru, EUA, Uruguai.
África: Egito, Marrocos, África do Sul, Tunísia
Ásia e Oceania: Austrália, China, Índia, Irã, Israel, Japão, Coréia do Sul, Malásia, Nova Zelândia.

### Associação Brasileira de Buiatria
A Associação Brasileira de Buiatria foi fundada em 21 de agosto de 1980, nas dependências da Faculdade de Medicina Veterinária e Zootecnia da USP, tendo sido eleito como 1º presidente, Leonardo Miranda de Araújo. No ano seguinte, de 12 a 15 de outubro de 1981, foi realizado o I Congresso Brasileiro de Buiatria, junto com o IV Congresso Latino Americano de Buiatria. XIII Congresso Brasileiro de Buiatria foi realizado na cidade de Passo Fundo, de 10 a 13 de setembro de 2019 e o próximo congresso será realizado em 2021 em Pernambuco. 

## Lista dos congressos mundiais de Buiatria
- Sapporo (Japão) 2018
- Dublin (Irlanda) 2016
- Cairns (Austrália) 2014
- Lisboa (Portugal) 2012
- Santiago (Chile) 2010
- Budapeste (Hungria) 2008
- Nice (França) 2006
- Quebec (Canadá) 2004
- Hanôver (Alemanha) 2002
- Punta del Este (Uruguai) 2000
- Sydney (Austrália) 1998
- Edimburgo (Escócia) 1996
- Bolonha (Itália) 1994
- São Paulo (EUA) 1992
- San Salvador da Bahia (Brasil) 1990
- Palma de Maiorca (Espanha) 1988
- Dublin (Irlanda) 1986
- Durban (África do Sul) 1984
- Amsterdã (Holanda) 1982
- Tel Aviv (Israel) 1980
- Cidade do México (México) 1978
- Nice (França) 1976
- Milão (Itália) 1974
- Filadélfia (EUA) 1972
- Londres, Reino Unido 1970
- Opatija (Iugoslávia) 1968
- Zurique (Suíça) 1966
- Copenhague (Dinamarca) 1964
- Viena (Áustria) 1962
- Hanôver (Alemanha) 1960